# Kunstmarketing
Der Begriff Kunstmarketing ist ein Teilbereich des Marketings, dessen Aufgabenfeld vorwiegend in der musealen Arbeit begründet ist und die Vermarktung und Bewerbung von Kunst und Kultur bzw. kulturellen Veranstaltungen ausübt.

## Unterscheidung zu Marketing
Im Allgemeinen besteht der Unterschied zu Marketing, dass im Kunstmarketing das Produkt und der Preis nicht bestimmt werden kann. Die umworbenen Güter sind keine Konsumgegenstände im üblichen Sinn, etwa Kleidung oder Lebensmittel, die einen bestimmten Nutzen oder die Befriedigung der Grundbedürfnisse erfüllen, es handelt sich stattdessen um „Informationen, Sinnkonstrukte oder Erlebnisse“. Gemeint ist die Interaktion mit einem Kunstwerk, das zur persönlichen Bildung bezüglich der Künste, sowie dem Erfahren des kulturellen Erbes dient. Eine weitere Unterscheidung ist, dass Kunstmarketing überwiegend im Non-Profit-Bereich agiert, da es sich nicht primär um wirtschaftliche Gewinne handelt, trotz Einnahmen durch z. B. Verkauf von Eintrittskarten. Vielmehr dient Kunstmarketing dazu, kulturelle Institutionen zur Erfüllung ihres Bildungsauftrags zu unterstützen.

## Aufgaben und Ziele
Keith Diggle beschreibt die primäre Funktion des Kunstmarketings folgendermaßen:
„Der Schwerpunkt liegt auf dem Kontakt zwischen Kunstwerk und dem Konsumenten; und der Zweck der Sache ist es, so viele Personen wie nur möglich für diesen Kontakt zu interessieren. Das ursprüngliche Ziel besteht nicht darin, die Bedürfnisse des Konsumenten zufriedenzustellen [sic!], sondern den Konsumenten dazu einzuladen, ein Werk kennen- und schätzenzulernen [sic!].“
Kulturunternehmen, im Besonderen museale Einrichtungen, drücken anhand der Sammlungsbestände die kulturelle Identität der Gesellschaft aus und nehmen dadurch einen wichtigen Platz innerhalb dieser ein, den es mittels Werbung zu halten und zu verdeutlichen gilt. Weiter dient Kunstmarketing als Medium zur Ausführung des Bildungsauftrags, den ein Museum bzw. eine kulturelle Einrichtung innehat.
Hauptziele sind das Anwerben von neuen, bisher kulturfernen Bevölkerungsschichten, Stammkunden evozieren und betreuen sowie eine allgemeine Bekanntheit schaffen und das Image der Institution pflegen.

## Marketing-Elemente
In der Ausübung werden vier allgemein gültige Marketing-Elemente (kurz „4 P-s“)  verfolgt: Produkt, Preis, Platzierung und Promotion. Ebenso die Anwendung von Instrumenten der Kommunikationspolitik. Dazu gehören Bereiche der PR-Maßnahmen, beispielsweise Pressearbeit, Homepagepflege, Events und Sponsoring, zudem Organisation und Betreuung eines Messestandes.
Kunstmarketing greift bereits in die Planung und Gestaltung von Angeboten bzw. Programmen ein und dient der Beratung zu Werbemaßnahmen, z. B. mitgestalten der Plakate, Titelfindung einer Ausstellung etc.

## Strukturelle Wandlung der Museen
Das Image von Museen wandelt sich zunehmend weg vom Ort der Wissenschaft hin zu einer öffentlichen Einrichtung, deren Interesse es ist Bildung zu vermitteln. Ernst Wagner bemerkt dazu 1906:
„Das Museum hat nicht den Ehrgeiz, ein wissenschaftliches Institut sein zu wollen, sondern stellt sich schlicht in den Dienst der Volksbildung.“
In diesem Rahmen werden gesonderte Angebote, die über die konventionellen Ausstellungsführungen hinausgehen, geschaffen. Mittels verschiedener Ausrichtungen wendet sich das Museum an gesonderte Zielgruppen, beispielsweise Schulklassen oder Senioren. Darüber hinaus öffnet sich das Museum der Umgebung anhand von Info-Tagen, Festen oder themenbezogenen Events.
Ein weiterer Faktor in der Öffentlichkeitshinwendung liegt in der Tourismusbranche. Touristen gehören derweil zur festen Klientel der Museumsbesucher, da sie Reiseziele unter anderem nach kulturellen Aspekten aussuchen.
Der eigene wirtschaftliche Erwerb von Museen wird aufgrund der Fördermittelkürzungen zunehmend wichtiger. Harald Siebenmorgen, Direktor des Badischen Landesmuseums Karlsruhe, erläutert die Neuerungen der „Betriebe gewerblicher Art“: der Museumsshop, Themengastronomie, Eventveranstaltungen von eigenen Museumsfesten und Fremdvermietung von Räumlichkeiten.